# Olga Brusnikina
Olga Brusnikina, ros. Ольга Александровна Брусникина (ur. 9 listopada 1978) – rosyjska pływaczka synchroniczna. Trzykrotna złota medalistka olimpijska.
Brała udział w trzech igrzyskach olimpijskich (IO 96, IO 00, IO 04), na dwóch  - w 2000 i 2004 - zdobywała złote medale. Sięgnęła po złoto w duecie w 2000 - wspólnie z Mariją Kisielową - oraz dwukrotnie w drużynie. Na mistrzostwach świata zdobyła złoto w ducie (1998) i solo w (2001). W drużynie była również złotą medalistką (1998 i 2003). Podczas europejskiego czempionatu zwyciężała w różnych latach w każdej z trzech konkurencji, zdobywając w latach 1993-2004 łącznie dziewięć złotych medali. W 2009 została przyjęta do International Swimming Hall of Fame.